# Zanthoxylum mollissimum
Zanthoxylum mollissimum là một loài thực vật có hoa trong họ Cửu lý hương. Loài này được (Engl.) P. Wilson miêu tả khoa học đầu tiên năm 1910.